# Xã Camargo, Quận Douglas, Illinois
Xã Camargo (tiếng Anh: Camargo Township) là một xã thuộc quận Douglas, tiểu bang Illinois, Hoa Kỳ. Năm 2010, dân số của xã này là 3.585 người.